# Charles de Mesnard
Pour les articles homonymes, voir Mesnard.
Louis Charles Bonaventure Pierre, comte de Mesnard, né le 18 septembre 1769 à Luçon, mort le 18 avril 1842 à Paris, est un militaire et personnalité politique français.

## Biographie

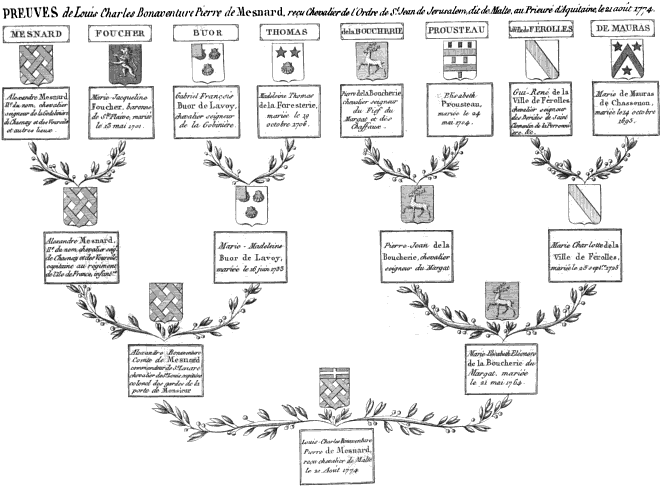
Ascendance de Charles de Mesnard

« Fils d'Alexandre-Bonaventure, comte de Mesnard, chevalier, seigneur de Mesnard, Lauboinière, la Godelinière, les Ardies, Guignefole, et autres lieux, maréchal des camps et armées du roi, ancien capitaine colonel des gardes de la porte de Monsieur, chevalier des ordres royal, militaires et hospitaliers de Notre-Dame-du-Mont-Carmel et de Saint-Lazare de Jérusalem, et de celui de Saint-Louis, et de dame Marie-Éléonore-Elisabeth de La Boucherie », Charles de Mesnard fut reçu de minorité dans l'ordre de Saint-Jean de Jérusalem mais ne prononce pas ses vœux pour rentrer à l'école militaire de Brienne.
Élève de l'école militaire de Brienne, il devint sous-lieutenant aux carabiniers (1786), puis capitaine dans le régiment de Conti (1789).
Mesnard était présent à Paris lors de la fuite du roi à Varennes le 20 juin 1791. Il fut arrêté, relâché et émigra peu après : il rejoignit l'armée des princes, à Coblence, et fit la campagne de 1792 dans les gardes du corps du roi, en Champagne puis il prit part à la guerre de Hollande contre les armées de la République (1794), et à l'expédition de l'île d'Yeu.
Après le licenciement de cette armée, le jeune émigré partit voyager à partir de 1797, puis se retira, pendant le Premier Empire, à Londres auprès du duc de Berry. Il épousa, en 1806 à Londres, Sarah Mason (morte le 6 mars 1856 à Paris), d'une ancienne famille de Shrewsbury, en Angleterre, veuve du général Bryan Blundell, dont il eut :
1. Elisabeth (1804-1836), dame pour accompagner la duchesse de Berry (1830), mariée en 1825 avec Ludovic Le Peletier (1800-1862), marquis de Rosanbo, dont postérité ;
2. Ferdinand (1809-1862[7]), comte de Mesnard, marié en 1829 avec Flora (1808-1887), fille de Jacques-Henri, marquis de Bellissen (1779-1808), dont il eut une fille[7] (morte en 1888) restée sans alliance[8].

Il ne rentra en France qu'à la première Restauration et fut nommé aide de camp et gentilhomme d'honneur du duc de Berry, puis colonel. Il suivit le roi à Gand pendant les Cent-Jours, et fut chargé d'une mission près du duc de Wellington, qui lui donna des communications pour le duc de Berry et pour le duc de Feltre.
En 1816, il alla à Marseille recevoir la nouvelle duchesse de Berry, dont il fut nommé premier écuyer. Mesnard était auprès du duc de Berry au moment où Louvel le frappa d'un coup mortel et c'est à lui que le duc tendit le poignard ensanglanté. Nommé aide de camp du duc de Bordeaux et gouverneur du château de Rosny, il fut promu pair de France le 23 décembre 1823, avec une dotation de 12 000 francs, puis commandeur de Saint-Louis et chevalier du Saint-Esprit. En 1828, il accompagna la duchesse de Berry dans le grand voyage qu'elle entreprit dans l'Ouest et dans les Pyrénées.
Après les journées de Juillet, il refusa de prêter serment à Louis-Philippe Ier et fut rayé de la liste des pairs. Il resta attaché à la duchesse de Berry qu'il suivit en Angleterre et dans son voyage en Italie, et plus tard à Florence, à Rome et à Naples, et enfin dans son voyage en France en 1832. Arrêté avec elle à Nantes lors de la tentative d'insurrection, il fut incarcéré avec elle à Blaye puis jugé et acquitté par la cour d'assises de Montbrison. Il sollicita, mais obtint avec peine, de rejoindre à Blaye la duchesse de Berry (on le soupçonna alors d'être le père de « l'enfant de Blaye », rumeur démentie par Jacques Dinfreville), qu'il suivit ensuite successivement à Palerme, à Rome, à Florence.
Le comte de Mesnard, « dont le dévouement n'a pas failli un seul jour à la cause des Bourbon », est mort à Paris le 18 avril 1842. Mélanie Waldor a publié, après sa mort, ses Souvenirs intimes du comte de Mesnard, Paris, 1844, 3 vol. in-8° Texte en ligne vol 1 vol 2 vol 3

## Distinctions

### Titres
- Comte de Mesnard (1792-1842) ;
- Pair de France[12] :
  - 23 décembre 1823 - juillet 1830 ;
  - Baron-pair héréditaire (lettres patentes du 6 avril 1824) ;

### Décorations
| Chevalier du Saint-Esprit                                                                | Commandeur de la Légion d'Honneur                                      | Commandeur de Saint-Louis |
| Chevalier de la Grand'croix de l'ordre sacré et militaire constantinien de Saint-Georges | Chevalier de la Grand'croix de l'ordre de Saint-Ferdinand et du mérite |                           |

 Royaume de France
- Chevalier du Saint-Esprit[8] (Paris, 3 juin 1827[13]) ;
- Légion d'honneur[14] :
  - Officier (3 mai 1815), puis,
  - Commandeur de la Légion d'honneur (1er mai 1821) ;
- Commandeur de Saint-Louis[3] ;

 Royaume des Deux-Siciles
- Chevalier de la grand'croix de l'ordre « de Saint-Constantin »[15] ;
- Chevalier de la grand'croix de l’ordre de Saint-Ferdinand et du mérite[15].

## Armoiries
D'argent fretté d'azur.,
- L'écu timbré d'une couronne de comte[1].
- Supports : deux lions[1].
- Cimier : un cerf passant d'or[1].
- Devise : « Pro Deo et Rege[1] ».